# Judo-Europameisterschaften der Frauen 1975
Die ersten offiziellen Judo-Europameisterschaften der Frauen fanden vom 12. bis zum 13. Dezember 1975 in München statt. Sigrid Happ gewann die einzige Goldmedaille für das Gastgeberland.

## Einordnung
Europameisterschaften für Männer gab es seit 1951, Weltmeisterschaften seit 1956. Vom 30. November bis zum 1. Dezember 1974 fanden in Genua inoffizielle Europameisterschaften für Frauen statt. Bei diesem Test siegten:
- Emilia Davico aus Italien im Superleichtgewicht.
- Thérèse Nguyen aus der Schweiz im Halbleichtgewicht
- Evelyne Salanne aus Frankreich im Leichtgewicht
- Lynn Tilley aus dem Vereinigten Königreich im Halbmittelgewicht
- Laura Di Toma aus Italien im Mittelgewicht
- Monique Thiollet aus Frankreich im Halbschwergewicht
- Christine Child aus dem Vereinigten Königreich im Schwergewicht
- Paulette Fouillet aus Frankreich in der offenen Klasse

Mit Christine Child und Paulette Fouillet konnten zwei Siegerinnen von 1974 auch bei den ersten offiziellen Europameisterschaften Gold gewinnen.
Die ersten Weltmeisterschaften für Frauen fanden 1980 in New York City statt. Die ersten Asienmeisterschaften mit Wettbewerben für Frauen 1981 in Jakarta.

## Ergebnisse
| Gewichtsklasse                 | Gold              | Silber            | Bronze                              |
| ------------------------------ | ----------------- | ----------------- | ----------------------------------- |
| Superleichtgewicht (bis 48 kg) | Edith Hrovat      | Teresa Campos     | Sylvie Lecocq Ann Löf               |
| Halbleichtgewicht (bis 52 kg)  | Christiane Herzog | Mileva Vasić      | Hennie Matteman Gerda Winklbauer    |
| Leichtgewicht (bis 56 kg)      | Sigrid Happ       | Franka Luzzi      | Jutta Reifgraber Maggy Callu        |
| Halbmittelgewicht (bis 61 kg)  | Martine Rottier   | Marie-France Mill | Yvonne Wringer Kathy Nicol          |
| Mittelgewicht (bis 66 kg)      | Paulette Fouillet | Jocelyne Triadou  | Laura Di Toma Cornelia Weiß         |
| Halbschwergewicht (bis 72 kg)  | Catherine Pierre  | Rebecca Küttner   | Geraldine Harmon Ellen Cobb         |
| Schwergewicht (über 72 kg)     | Christine Child   | Margherita De Cal | Margaret McKenna Christiane Kieburg |
| Offene Klasse                  | Catherine Pierre  | Paulette Fouillet | Christiane Kieburg Laura Di Toma    |

## Medaillenspiegel
| Rang | Land                   | Gold | Silber | Bronze | Gesamt |
| ---- | ---------------------- | ---- | ------ | ------ | ------ |
| 1    | Frankreich             | 5    | 2      | 1      | 8      |
| 2    | BR Deutschland         | 1    | 1      | 3      | 5      |
| 3    | Vereinigtes Königreich | 1    | –      | 4      | 5      |
| 4    | Österreich             | 1    | –      | 2      | 3      |
| 5    | Italien                | –    | 2      | 2      | 4      |
| 6    | Belgien                | –    | 1      | 1      | 2      |
| 7    | Jugoslawien            | -    | 1      | –      | 1      |
| 7    | Spanien                | –    | 1      | -      | 1      |
| 9    | Niederlande            | -    | –      | 2      | 2      |
| 10   | Schweden               | –    | –      | 1      | 1      |
|      | Total                  | 8    | 8      | 16     | 32     |